# Iglesia de Nuestra Señora del Rosario (Rafal)

La iglesia de Nuestra Señora del Rosario (Rafal) es un templo católico y edificio de interés arquitectónico comenzó a construirse por orden del I marqués de Rafal Jerónimo de Rocamora en 1639

## Historia

### Iglesia delsigloXVII
Este edificio de interés arquitectónico comenzó a construirse por orden del I marqués de Rafal Jerónimo de Rocamora en 1639, quien ya había construido en el año 1622 la iglesia de San Jerónimo en Benferri. Los gastos de la obra fueron cubiertos por los distintos marqueses de Rafal de la Casa de Rocamora que se fueron sucediendo en el título. 
El mismo año del comienzo de las obras falleció Jerónimo y la construcción fue continuada por su hijo y sucesor Gaspar de Rocamora, II marqués de Rafal, quien encargó que fueran colocadas en la fachada del templo las armas y los escudos de los Rocamora y de los García de Lasa.
En 1640 finalizó la primera fase de construcción, consistente únicamente en el altar mayor y los laterales del mismo y que culminaba con una pequeña torre (campanario) situada en el centro y que un terremoto derribaría casi dos siglos después. Este primer campanario acogió una sola campana, fundida en Valencia y traída de una ermita de Puebla de Rocamora que se encontraba en ruinas y que pertenecía al marqués.
Para entonces el tamaño del templo lo hacía más una ermita que una iglesia. Aun así y a petición del marqués Gaspar de Rocamora, el obispo Juan García Artés logró el nombramiento de iglesia para el templo de Rafal, celebrándose una eucaristía de consagración en 1640, oficiada por el propio Obispo Don Juan García Artés junto a Don Mosén Jacinto Moreno, primer párroco que regentó la parroquia. A esa ceremonia asistieron los Marqueses Don Gaspar y Doña María Manuela Fernández de Valenzuela.
El III marqués de Rafal, Juan de Rocamora, fue el que realizó el traslado a la iglesia de Rafal de la imagen de la patrona del pueblo, Nuestra Señora del Rosario y del retablo, también procedentes de Puebla de Rocamora y ambos existentes a día de hoy (aunque con serias reparaciones realizadas tras la Guerra Civil tanto en el retablo como en la imagen de la patrona). El retablo se encuentra situado en el sagrario, ubicación que ocupa desde que fue llevado al templo en el siglo XVII, aunque hay indicios de que ha sido desmontado en el pasado al menos en una ocasión, seguramente durante alguna de las restauraciones del templo. El otro retablo existente, que nada tiene que ver con el citado con anterioridad, es el ubicado en el altar y fue construido a mediados de los años 90.
Fue en tiempos del V marqués de Rafal Jaime de Rocamora y alrededor del año 1700 cuando el templo fue acabado tras un largo proceso de construcción de unos sesenta años, aunque por aquel entonces todavía no tenía su tamaño actual. Existe un documento que podemos encontrar en el Archivo Histórico de Orihuela (Protocolo Bartolomé Roig 1666), que cita que la obra inicial de construcción del templo fue encargada por Jerónimo de Rocamora a Miguel de Xarana, quien la contrató por 600 libras.
En 1775 la marquesa de Rafal Antonia María de Heredia y Rocamora, encargó tres cuadros a los pintores italianos del rey de España Carlos III, pertenecientes a la escuela de José de Ribera. La marquesa ordenó que fueran colocados en la iglesia de Rafal donde todavía permanecen. Las obras son El Purgatorio, La Virgen de la Leche y Martirio de Santa Águeda.
Una de las réplicas del terremoto de 1829, con epicentro en Torrevieja, destruyó parte del templo al derribarse la torre del campanario sobre el tejado que cubre el altar mayor, causando la única muerte registrada en Rafal debido a ese terremoto.
La entonces marquesa de Rafal María del Pilar Melo de Portugal y Heredia que residía en la población pacense de Cheles contribuyó económicamente en la reconstrucción de la iglesia, cuyas obras fueron aprovechadas para realizar una nueva ampliación.
Fue ensanchado el templo hasta su ancho actual y se amplió la separación entre el altar y el fondo del templo, creándose una puerta orientada como la actual puerta principal, pero varios metros más cerca del altar. También fue construida la cúpula y los techos en bóveda actuales, además de la sacristía. Y se construyó un nuevo campanario situado donde está el actual, pero más pequeño y de menos altura, todo esto en tiempos del párroco Salvador Vidal (1830).
En el periodo 1925-1927 con Carlos Irles Vinal como párroco, se realizó la última ampliación que le dio al templo sus dimensiones actuales y su actual aspecto exterior con el derribo de la parte alta del pequeño campanario y la construcción del actual con cuatro campanas, con la excepción del reloj que fue incorporado en 1948 junto a las tres campanas que marcan las horas. También se construyó una planta elevada (coro), a la que se accede a través de la torre del campanario y en la que son colocados los músicos en aquellas misas con orquesta.
El 7 de octubre de 1956 se celebró en Rafal el acto de coronación de la patrona del municipio. La ceremonia fue presidida por el Obispo de Orihuela junto al cura Rafael Cubí Zambrana, que regentaba la parroquia en aquellas fechas.
En 1988 con Joaquín Rodes Roca de sacerdote en Rafal, se ejecutó en el templo una importante remodelación, esta mucho más de carácter estético que técnico, aunque cabe destacar que se redujeron las dimensiones de los inmensos pilares centrales que datan de 1640 y en los que los obreros encargados de la remodelación encontraron restos humanos emparedados.
En 1995 se remodeló la sacristía.
En 2009 se planificó una nueva remodelación del templo, por iniciativa del actual párroco Daniel Riquelme Amorós. Se planteó la ejecución de la obra en dos fases. La primera fase consistía en la remodelación de las cubiertas de las tres naves que componen el templo y de su cúpula del siglo XIX. Y la segunda fase consistía en la sustitución del piso del interior del templo, la restauración de las paredes interiores con novedosos tratamientos hidrófugos traídos de Italia, la decoración del templo de la mano de tres pintoras valencianas especializadas, la restauración de la fachada y la construcción de una nueva cúpula que desde el 23 de diciembre de 2010 corona el campanario.
Las obras fueron iniciadas a finales de 2009 y se dieron por concluidas a comienzos de 2011. Al igual que durante la anterior remodelación, se han vuelto a encontrar restos humanos sepultados en el interior del templo, pero esta vez bajo el piso (junto a la puerta lateral de San José y junto a la puerta de acceso a la torre del campanario).
El 5 de febrero de 2011 se celebró el solemne acto de apertura del templo, el cual fue presidido por el Obispo de Orihuela.

## Listado de los sacerdotes que han regentado la parroquia
| Periodo     | Sacerdotes en Rafal                                                                          |  |
| ----------- | -------------------------------------------------------------------------------------------- |  |
| 1640-¿?     | Mosén Jacinto Moreno (primer párroco)                                                        |  |
| ¿?-¿?       | Se desconoce en este periodo                                                                 |  |
| 1826-1828   | José Manuel Laymon                                                                           |  |
| 1828-1829   | Francisco Valera                                                                             |  |
| 1829-1830   | Salvador Vidal                                                                               |  |
| 1830-1833   | Manuel Trives                                                                                |  |
| 1833-1834   | Antonio Aguilar                                                                              |  |
| 1834-1837   | José Juan Pérez                                                                              |  |
| 1837-1838   | Lucas de Soria                                                                               |  |
| 1838-1839   | José Marín                                                                                   |  |
| 1839-1845   | Pedro Soler                                                                                  |  |
| 1845-1845   | Francisco Juan Martínez Batalla (estuvo sólo unos meses)                                     |  |
| 1845-1845   | Juan Francisco de Francisco (estuvo sólo unos meses)                                         |  |
| 1845-1851   | Juan José Benito                                                                             |  |
| 1851-1853   | Pedro Soler (por segunda vez)                                                                |  |
| 1853-1854   | Agustín Almarcha                                                                             |  |
| 1854-1876   | Francisco Córdoba                                                                            |  |
| 1876-1877   | Luis Ros                                                                                     |  |
| 1877-1894   | Antonio Bravo                                                                                |  |
| 1894-1894   | Manuel José Lorente (sólo estuvo unos meses)                                                 |  |
| 1894-1916   | José Sola                                                                                    |  |
| 1916-1917   | Trinitario Salinas                                                                           |  |
| 1917-1934   | Carlos Irles Vinal                                                                           |  |
| 1934-1936   | José Martínez Serna                                                                          |  |
| 1936-1939   | Vacante debido a la guerra civil española                                                    |  |
| 1939-1940   | José Martínez Serna (por segunda vez)                                                        |  |
| 1940-1943   | Patrocinio Villagordo Zapata                                                                 |  |
| 1943-1951   | Juan Cubí Zambrana                                                                           |  |
| 1951-1961   | Rafael Cubí Zambrana (hermano del anterior párroco)                                          |  |
| 1961-1964   | Francisco Munuera Morales                                                                    |  |
| 1964-1967   | Fernando Navarro Cremades                                                                    |  |
| 1967-1970   | Francisco Blasco Mateo                                                                       |  |
| 1970-1970   | Fausto Ruiz Gómez (estuvo sólo unos meses, ya que dejó de ser sacerdote por voluntad propia) |  |
| 1970-1986   | Rafael Monerris Planelles                                                                    |  |
| 1986-1986   | Avelino Rodríguez (estuvo sólo unos meses)                                                   |  |
| 1986-1990   | Joaquín Rodes Roca                                                                           |  |
| 1990-1995   | Juan Carlos Ferri Albert                                                                     |  |
| 1995-2000   | Noé Ordóñez Herrera                                                                          |  |
| 2000-2004   | Ángel Úbeda                                                                                  |  |
| 2004-2008   | Manuel Rives Íñigo                                                                           |  |
| 2008-2015   | Daniel Riquelme Amorós                                                                       |  |
| 2015-2016   | Guillermo Giner Mataix                                                                       |  |
| 2016-actual | Antonio Jesús Andújar Birlanga                                                               |  |

- Datos: Q5909748
- Multimedia: Church of Our Lady of the Rosary, Rafal / Q5909748